# Šehid 136
Šehid 136 ili HESA Shahed 136, poznat i pod ruskom oznakom Geran-2, iranski je autonomni kamikaza-dron koji je u službi od 2021. godine. Razvila ga je iranska tvrtka za proizvodnju zrakoplova HESA. Osmišljen je za neutralizaciju kopnenih ciljeva iz daljine. Dron se ispaljuje u serijama, od pet naviše, iz spremnog lansirnog nosača. Dizajniran je za izbjegavanje protuzračne obrane i zasićenje obrambenih sustava kopnenih ciljeva. Dron je otkriven u prosincu 2021. s objavljenih snimaka. Vjeruje se da je sustav bio aktivno raspoređen u područjima pod kontrolom Hutija u Jemenu prije nego što ga je aktivno koristila ruska vojska tijekom invazije na Ukrajinu od rujna 2022.

## Dizajn
Letjelica ima odrezani oblik delta krila, sa središnjim trupom koji se stapa s krilima i stabilizirajućim kormilima na njihovim vrhovima. Nosni dio sadrži bojevu glavu kao i optiku potrebnu za precizan napad. Motor se nalazi u stražnjem dijelu trupa i pokreće dvokraki propeler u gurajućoj konfiguraciji. Dron je dugačak 3,5 metara s rasponom krila od 2,5 metara, leti brzinom od preko 185 kilometara na sat i mase je oko 200 kilograma. Domet mu je oko 2500 kilometara, a masa bojeve glave iznosi 40 kg.
Pretpostavlja se da su troškovi proizvodnje oko 20.000 američkih dolara.
Letjelice se lansiraju gotovo vodoravno pod blagim uzlaznim kutom, a u početnoj fazi leta pokreće ih pomoćna raketa (RATO – rocket launch assistance). Raketa se odbacuje odmah nakon lansiranja, nakon čega se pali konvencionalni iranski klipni motor MD-550, vjerojatno obrnuto-inženjerirani Limbach L550E, koji se također koristi u drugim iranskim bespilotnim letjelicama kao što je Ababil-3. Zbog prenosivosti lansirnog okvira i sklopa bespilotne letjelice, cijela se jedinica može montirati na stražnji dio bilo kojeg vojnog ili komercijalnog kamiona, omogućujući mobilne operacije zvane udri-i-bježi kojima se lako izbjegavaju protumjere.
Shahed 136 koristi se u 3 verzijama u iranskim oružanim snagama, za protupješačka i oklopna vozila, za protuutvrde i kao radarski tragač. Vizualno je sličan manjem Shahedu 131, a razlikuje se uglavnom po svojim stabilizatorima vrhova krila koji se protežu gore i dolje, a ne samo prema gore na Shahedu 131.
Unatoč nikakvim oznakama, ukrajinski stručnjaci vjeruju da Shahed 136 između ostalog koristi računalni procesor koji proizvodi američka tvrtka Altera, RF module tvrtke Analog Devices i LDO čipove tvrtke Microchip Technology.
Različiti kolokvijalni izrazi korišteni su za ove dronove zbog njihove sveprisutnosti, kao što su "mopedi" ili "kosilice", aludirajući na prepoznatljiv glasan zvuk njihovog motora u letu, i "doritos", u odnosu na njihovu siluetu delta krila